# Aderus niger
Aderus niger é uma espécie de inseto besouro da família Aderidae. Foi descrita cientificamente por Maurice Pic em 1905.

## Distribuição geográfica
Habita na Guiné Equatorial.